# Gorno Belevo, Stara Zagora
Gorno Belevo (în bulgară Горно Белево) este un sat în comuna Bratea Daskalovi, regiunea Stara Zagora,  Bulgaria. 

## Demografie
Componența etnică a satului Gorno Belevo
     Nicio identificare (1,89%)
     Romi (11,36%)
     Turci (3,03%)
     Bulgari (83,71%)
La recensământul din 2011, populația satului Gorno Belevo era de 264 locuitori. Din punct de vedere etnic, majoritatea locuitorilor (83,71%) erau bulgari, existând și minorități de romi (11,36%) și turci (3,03%). Pentru 1,89% din locuitori nu este cunoscută apartenența etnică.